# 菊池久
菊池 久（きくち ひさし、1932年2月18日 - 2009年4月30日）は、日本の新聞記者、政治評論家。

## 経歴
岩手県江刺市（現：奥州市）生まれ。地元の広瀬中学校卒業後、農業協同組合へ就職する。しかし、重労働により過労で体を壊し入院したが、労働災害と認定されなかった。このことがきっかけで新聞記者を目指すようになる。1950年春に岩手県立岩谷堂高等学校普通科へ入学。岩手日報が公募した論文で入賞したのを機に、二年生のとき同社の見習い記者となる。「学生記者」として話題になった一方、校内では生徒会長も務めた。1953年に卒業（普通科第4回）。
高校卒業後も岩手日報の見習い記者を続けたが、見習い記者のままであったため退社した。その後石淵ダムの建設作業員となり、苦学して明治大学政治学科卒業後、1958年読売新聞社に入社。政治部記者として活動する。国会担当記者時代は三木武夫首相担当となる。1977年に「戦後日本の政財界をダメにした4人の首領」を著作し、執筆活動に入る。
1984年に退社。退社後は政治評論家として活動する。1987年TBS「サンデーモーニング」に出演。「菊池久総合情報事務所」を主宰し、1990年から11年間にわたり東京スポーツで「永田町の熱闘」を連載するなど各雑誌やスポーツ紙でコラムを執筆した。「暴れん坊評論家」として政治家から恐れられ、ゼネコン疑惑や佐川事件を追及。政治家からは当時スポーツ平和党参議院議員だったアントニオ猪木や三塚博らから名誉毀損で訴えられ、敗訴した。また東京スポーツ紙上で、当時リバスター音産社長でもあった「歌手の橋幸夫が逮捕される」と爆弾発言したが、橋は逮捕されることはなく、このことで菊池の影響力は地に堕ちることとなったのである。
2009年に腎不全のため死去。本人の意志により訃報は約1年後に伝えられた。

## 著書
- 戦後日本の政財界をダメにした4人の首領（1978年7月、山手書房、「青谷和久」名義）[4]
- 戦後総理大臣の研究（1980年1月、ちはら書房）
- 濤魂の総理鈴木善幸（1980年9月、山手書房）
- 自民党を10倍おもしろく見る本（1983年3月、山手書房。「山手新書」）
- 自民党を20倍おもしろく見る本 '83選挙死闘篇（1983年6月、山手書房。「山手新書」）
- 堤義明・西武vs五島昇・東急（1984年6月、山手書房）
- 自民党にあらずんば政治家にあらず 闇中の政界を裂く（1985年2月、山手書房）
- 瀬島龍三 日本を演出する憂国のフィクサー（1985年2月1日、山手書房）
- 流通戦国時代修羅の群雄（1985年3月、ベストブックス。「ベストビジネス」）
- 天皇陛下とマッカーサー 戦後日本を救った二人（1985年5月、山手書房）
- 後藤田正晴 日本で最も恐れられる政治家（1985年6月、山手書房）
- 山岸章 永田町を畏怖させる労働界の新指導者 全電通委員長（1985年8月、山手書房）
- 田中角栄と真紀子 復権への闘い （1985年9月、山手書房）
- 若狭得治 日本の空を支配する異才の経営者 全日空会長 （1985年10月、山手書房）
- 総理大臣 竹下登（1987年1月、ぴいぷる社）
- NTT利益山脈（1987年1月、講談社）ISBN 4062030039
- 政商たち野望の報酬（1987年5月、コスカ出版）ISBN 4876510121
- 自民党総裁戦 ビジュアル・ドキュメント（1987年7月、コスカ出版）ISBN 4876510199 ※高橋達央との共著。
- 自民党派閥ウラの裏がわかる本（1987年9月、ぴいぷる社）ISBN 4893740040
- 血統商法 鹿島建設会長・石川六郎の眼力とあくなき挑戦（1988年1月、ぴいぷる社）ISBN 4893740121
- 渡辺美智雄はなぜ、安倍晋太郎に追いついたか（1988年7月、かんき出版）ISBN 4761252421
- 光芒と闇 「東急」の創始者五島慶太怒涛の生涯（1988年8月、経済界。「Ryu selection」）ISBN 4766780566
- 天皇陛下とマッカーサー（1989年2月、河出書房新社。「河出文庫」）ISBN 430947151X
- 昭和天皇とマッカーサー 戦後日本を救った二人（1989年2月、泰流社）ISBN 488470682X
- 東京地検特捜部とリクルート疑獄 政治権力と疑獄事件の検証 菊池久が抉る衝撃のドキュメント!!（1989年5月、ライブ出版）ISBN 4897950015
- 永田町の狂宴 金バッジ暗黒街で何が起こったか（1990年2月、ぴいぷる社）ISBN 4893740385 ※『東京スポーツ』連載記事の単行本化。
- 小沢一郎の政治謀略 政界の裏の裏がわかる本（1991年2月、山手書房新社）ISBN 4841300228
- 佐川のカネ食った悪徳政治家 与野党汚染の恐るべき実態!（1992年8月、山手書房新社）ISBN 4841300503
- 巨悪を逃がすな!〈第2弾〉佐川のカネ食った悪徳政治家（1992年11月、山手書房新社）ISBN 4841300678
- 竹下疑惑の系譜 ここまで書いたら俺は危ない（1993年6月、ポケットブック社。「ポケットブック」）ISBN 4341140434
- 三塚博 黒い履歴書 ゼネコン疑惑の主役 汚れた領袖の悪行を暴く（1993年12月、ポケットブック社。「ポケットブック」）ISBN 4341140558
- 新 竹下疑惑の系譜 こんな議員を野放しにして、政界浄化などできるのか（1994年1月、ポケットブック社）ISBN 4341140604